# Patrulla Águila

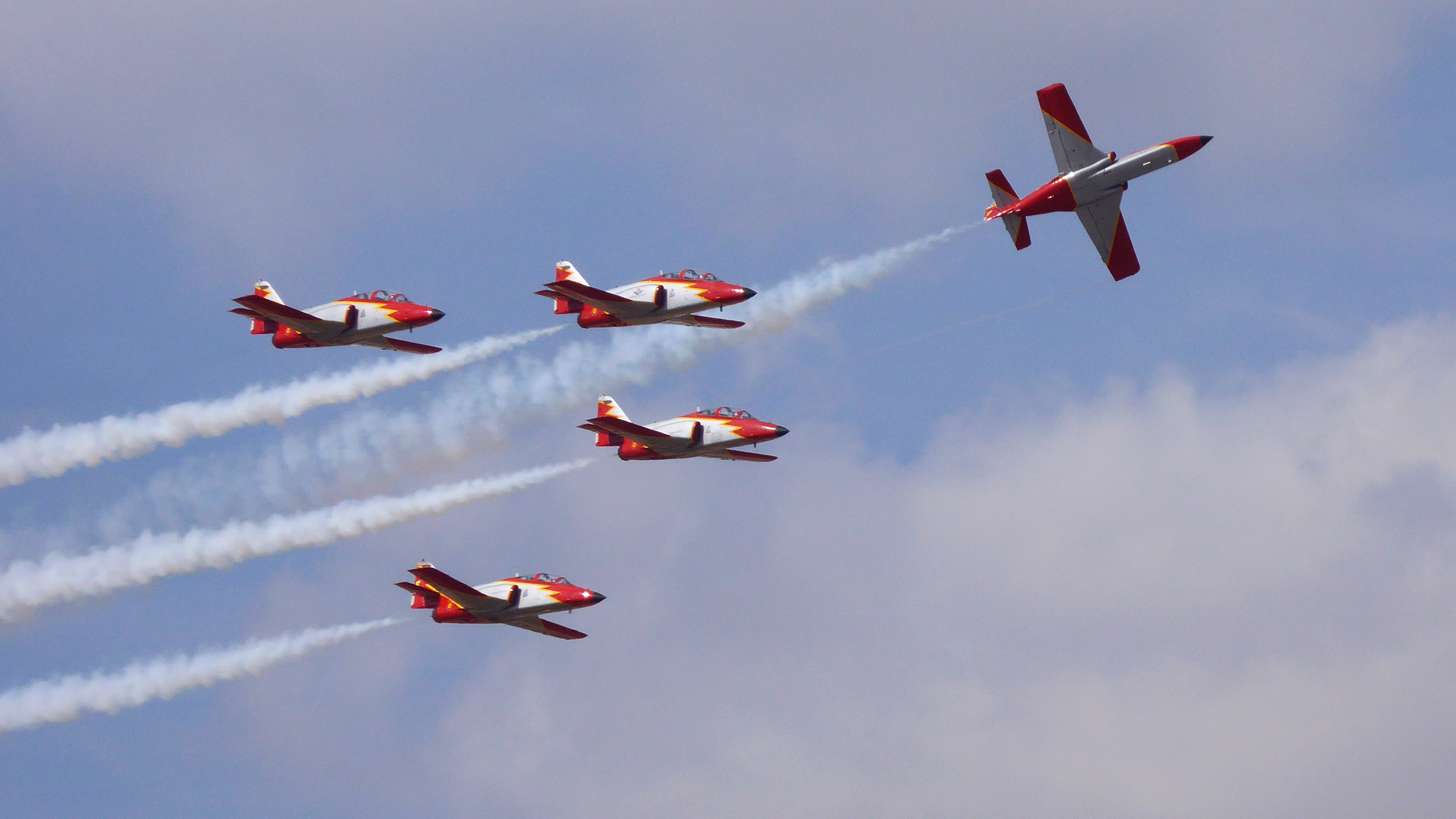
Patrulla Ágila (a San Javier-i katonai bázison, Spanyolország)

A Patrulla Águila (magyarul sasok őrjárata) a Spanyol Légierő bemutató köteléke. A kötelék hét C–101 Aviojet típusú kétüléses, sugárhajtású kiképző repülőgéppel repül. A kötelék 1985-ben mutatkozott be egy hazai rendezvényen, akkor még öt géppel. A nagy sikernek köszönhetően még az év végén hat gépesre bővült a formáció. A következő évben már külföldön is felléptek és ahogy otthon, úgy külföldön is hatalmas sikereket értek el. Bemutatkozásuk után három évvel már hét géppel repültek. A patrulla águila 2013-ban szerepelt hazánkban, a Kecskeméti Nemzetközi repülőnapon és haditechnikai bemutatón. Sok kötelékhez hasonlóan ők is használnak füstölőt, ami úgy működik, hogy olajat fecskendeznek a kiömlőnyílásba. Az olaj nem kap lángra, de füstölni kezd. Műsorukban akad olyan formáció is, amit csak ők használnak.